# 신현림
신현림(1961년 ~ )은 대한민국의 시인이다. 아주대학교 국문학과를 졸업했다. 1990년 시 '초록말을 타고 문득'으로 문학계에 데뷔했다. 포스트모더니즘 계열 시인으로 지칭되었다. 상명대학교 대학원에서 사진학을 전공하면서 사진가로도 활동했다.

## 학력
- 아주대학교 국문학 학사
- 상명대학교 예술디자인대학원 사진학

## 저서

### 시집
- 《지루한 세상에 불타는 구두를 던져라》. 세계사. 1994년. ISBN 9788933810415
- 《어머니, 내 안에 당신이 있습니다》. 월간조선사. 2004년. ISBN 9788991491007
- 《사과, 날다》. 눈빛. 2016년. ISBN 9788974095819